# Oryza latifolia
Espèce
Oryza latifolia est une espèce de plantes monocotylédones de la famille des Poaceae, sous-famille des Oryzoideae, originaire d'Amérique. 
Ce sont des plantes herbacées vivaces, aquatiques, à rhizomes courts, aux tiges (chaumes) dressées, pouvant atteindre 300 cm de long. L'inflorescence est une panicule.
Cette espèce au génome tétraploïde du type CCDD est rattachée au complexe d'espèces Oryza officinalis.
Comme d'autres espèces sauvages de riz, Oryza officinalis est une mauvaise herbe des rizières, mais aussi des cours d'eau.

## Synonymes
Selon Catalogue of Life (2 mai 2017) : 	
- Oryza alta Swallen ;
- Oryza latifolia var. grandispiculis A.Chev. ;
- Oryza platyphylla Schult. & Schult.f. ;
- Oryza sativa var. latifolia (Desv.) Döll.

## Liste des variétés
Selon Tropicos (2 mai 2017) (Attention liste brute contenant possiblement des synonymes) :
- variété Oryza latifolia var. breviaristata Cif.
- variété Oryza latifolia var. collina (Trimen) Hook. f.
- variété Oryza latifolia var. grandiglumis (Döll) A. Chev.
- variété Oryza latifolia var. grandispiculis A. Chev.
- variété Oryza latifolia var. latifolia
- variété Oryza latifolia var. roschevitzii Cif.
- variété Oryza latifolia var. silvatica A. Camus
- variété Oryza latifolia var. submutica Cif.